# Shimakaze (cacciatorpediniere 1942)
Lo Shimakaze (島風? lett. "Vento dell'isola"), meno noto con la designazione di Type C  (丙型?, Hei-gata) è stato un cacciatorpediniere della Marina imperiale giapponese, unica unità della sua classe. Fu varato nel luglio 1942 presso l'arsenale di Maizuru.
Nave dall'eccezionale armamento silurante e dalle macchine particolarmente performanti, contribuì nel luglio 1943 all'evacuazione di Kiska, che riuscì senza alcuna opposizione. Fu poi assegnato alla protezione di grandi unità da guerra negli spostamenti tra le basi di Truk, Rabaul e i porti metropolitani, in seguito alla difesa dei preziosi convogli di petroliere. All'inizio della primavera 1944 seguì la flotta da battaglia nel trasferimento alle isole Lingga e fu presente alla battaglia del Mare delle Filippine (19-20 giugno) che però, essendo stato uno scontro eminentemente aeronavale, lo relegò al ruolo di comparsa. Nuovamente schierato per la battaglia del Golfo di Leyte (23-25 ottobre), accolse a bordo l'equipaggio dell'incrociatore pesante Maya, affondato da un sommergibile, e così non poté combattere nell'ultimo grande scontro di superficie ingaggiato dalla Marina nipponica. Fu inviato a Manila all'inizio di novembre e assegnato alla difesa di un convoglio carico di rinforzi per l'isola di Leyte, missione che segnò la sua fine. Fu infatti reso inservibile nel corso di intensi attacchi aerei l'11 novembre, per poi esplodere dopo essere stato evacuato dai superstiti. 

## Progetto
Dopo la denuncia unilaterale dei trattati navali internazionali nel 1936, l'Impero giapponese intraprese intensivi programmi di riarmo navale che, naturalmente, interessarono anche i cacciatorpediniere. Lo stato maggiore generale della Marina imperiale ordinò navi di importante dislocamento, equipaggiate con sei pezzi da 127 mm Type 3 e otto tubi lanciasiluri da 610 mm in due impianti e pensate per il combattimento di superficie. Si trattava di un rifinimento e miglioramento dell'archetipica classe Fubuki o "Tipo speciale"  (特型?, Tokugata) e, pertanto, ricevette la nuova denominazione di "Type A"  (甲型?, Kō-gata): il progetto si concretizzò nelle classi Kagero e Yugumo, molto simili tra loro. Nacque inoltre la classe Akizuki di grandi cacciatorpediniere contraerei.
Nel 1938-1939 lo stato maggiore navale mise allo studio un terzo progetto di cacciatorpediniere di nuova generazione, derivato direttamente dai Type A e che fu identificato come "Type C"  (丙型?, Hei-gata). Si trattava di un prototipo di cacciatorpediniere di squadra completamente rivolto al combattimento di superficie e, pertanto, equipaggiato con ben quindici tubi lanciasiluri da 610 mm suddivisi in tre installazioni quintuple. In realtà la prima versione del progetto aveva previsto due bancate da sette tubi l'una, ma questa configurazione era stata abbandonata perché gli impianti erano troppo pesanti e ingombranti. In ogni caso la massiccia presenza di lanciatori suggerì di non aggiungere alloggiamenti per i siluri di ricarica, per cui la nave sperimentale poté contare sui soli ordigni pronti nei tubi; inoltre lo scafo fu allungato di 7,62 metri per accomodare meglio l'installazione lanciasiluri di poppavia. Il Type C fu poi banco di prova per nuovi tipi di turbine e caldaie, espressamente create per garantirgli alte prestazioni in battaglia e amplificarne la superiorità tattica. L'artiglieria principale rimase invariata, ma la contraerea fu articolata su sei cannoni automatici Type 96 e una coppia di mitragliatrici pesanti Type 93 da 13,2 mm. Infine, nel corso del lungo processo costruttivo, il prototipo battezzato Shimakaze aggiunse in cantiere un radar Type 22 per la scoperta di superficie.

## Caratteristiche tecniche

### Scafo e dotazioni

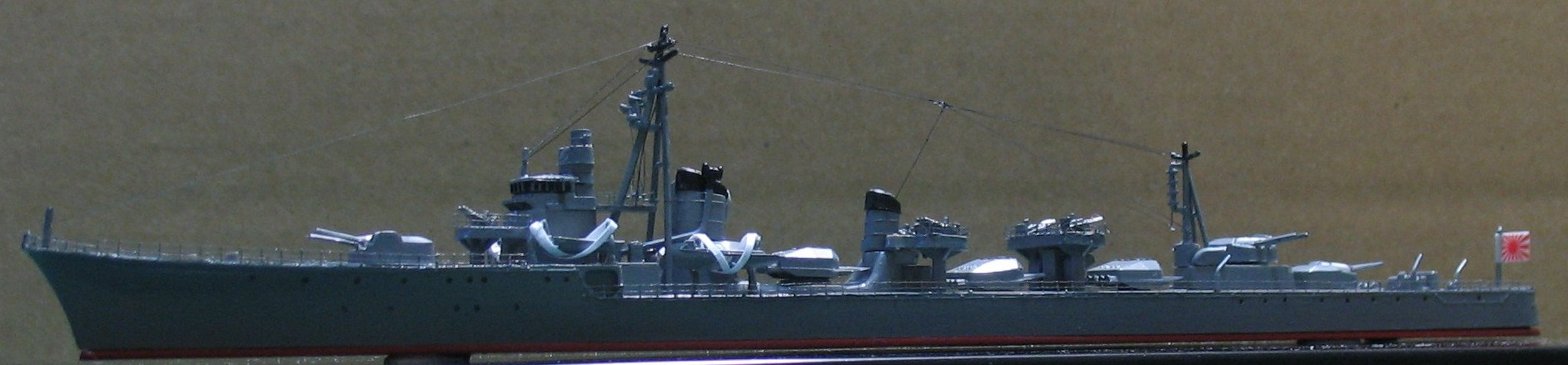
Modellino in scala dello Shimakaze, esposto in un museo giapponese

Lo Shimakaze presentava una lunghezza tra le perpendicolari di 120,50 metri, alla linea di galleggiamento di 125 metri e una lunghezza fuori tutto di 126,49 metri. La larghezza massima dello scafo ammontava a 11,20 metri e il pescaggio era pari a 4,11 metri. Il dislocamento standard, rispetto agli Yugumo, era un poco aumentato a 2608 tonnellate e le prove in mare furono condotte con un dislocamento di 3048 tonnellate; a pieno carico la nave arrivava a 3251 tonnellate. All'entrata in servizio l'equipaggio annoverava 267 uomini tra ufficiali, sottufficiali e marinai.
Lo scafo ospitava quattro lance di salvataggio in fasciame sulla destra e a babordo della torre di comando e del fumaiolo anteriore: ciascuna era appesa a un proprio argano. Le alberature consistevano in un albero prodiero tripode, sito dietro la torre di comando, e in un albero di maestra tripode di altezza inferiore, che si elevava dalla bassa sovrastruttura del castello di poppa. Davanti all'impianto lanciasiluri di poppavia era stata inchiavardata una piattaforma circolare ospitante un proiettore da ricerca da 90 cm e un radiogoniometro.

### Propulsione
L'apparato motore era una delle novità del progetto Type C e dello Shimakaze. Si componeva di tre caldaie Kampon e di due turbine a ingranaggi a vapore Kampon, le quali erano capaci di generare il 50% di potenza in più rispetto ai modelli precedenti. Alle turbine erano vincolati due alberi motore dotati di elica. Due caldaie erano accoppiate ed erano state sistemate in testa, seguivano la terza caldaia e infine le turbine, affiancate in senso trasversale allo scafo. I condotti di scarico erano convogliati in due fumaioli, uno anteriore di grandi dimensioni che serviva due caldaie, uno posteriore meno largo e dedicato alla terza. Le macchine erano tutte di nuova generazione, basate sulle lezioni apprese con gli esemplari Type A, e adoperavano vapore surriscaldato a una temperatura di 400 °C (752° F), iniettato alla pressione 40 kg/cm² (568 psi). Ciò permise di esprimere una potenza totale di 76010 shp e in generale un miglior funzionamento delle componenti; era raggiungibile una velocità massima di 39 nodi o 74,1 km/h. L'impianto era alimentato a olio combustibile, la cui riserva di bordo ammontava a 559 tonnellate, e permetteva di percorrere 5800 miglia nautiche alla velocità di crociera di ben 18 nodi (poco più di 10740 chilometri a 34,2 km/h). A 30 nodi, tuttavia, il raggio d'azione pratico calava drasticamente a 1400 miglia – vale a dire circa 2590 chilometri a 57 km/h.

### Armamento
Lo Shimakaze replicò l'artiglieria di bordo degli Yugumo. Sei cannoni Type 3 da 127 mm L/50 erano distribuiti in tre torrette binate Type D – più precisamente si trattava di tre affusti completamente chiusi, la cui corazzatura era limitata a 3 mm su tutti lati, utile quindi a proteggere solo da intemperie e schegge. Una torre era installata a prua dinanzi alla torre di comando, le altre due erano sovrapposte e si trovavano verso poppa, dietro il terzo apparato lanciasiluri e il modesto castello. Il cannone Type 3 sparava un proietto pesante 23 chili alla velocità iniziale di 913 m/s, con una gittata massima di oltre 18300 metri; la cadenza di tiro era di un colpo ogni 6-12 secondi. La torretta Type D che ospitava i pezzi era manovrata da un equipaggio di sedici uomini e aveva un alzo compreso tra -7° e +75º, come sulla classe Shiratsuyu: consci della minaccia aerea, ma volendo risparmiare peso e mantenere intatta la capacità di lotta di superficie, i giapponesi vollero rendere polivalente questa installazione: alla prova dei fatti le Type D si rivelarono troppo lente per mirare e seguire bersagli sfuggenti come gli aeroplani. In ogni caso il Type 3 si confermò un'eccellente arma contro bersagli di superficie, sebbene saltuariamente fossero denunciati alcuni problemi di dispersione delle salve. Ciascuna delle tre torrette era servita da un proprio magazzino munizioni sottostante, dove le granate erano preparate e dunque inviate ai serventi mediante un paranco meccanico, permettendo più rapidi tempi di ricarica e un fuoco più sostenuto. Inoltre il modello erano impenetrabile ai gas venefici. Le torri erano equipaggiate con propri dispositivi di visione e, per l'ingaggio di unità nemiche, facevano riferimento ai dati forniti da un telemetro e da un direttore del tiro, installati sul tetto della torre di comando.

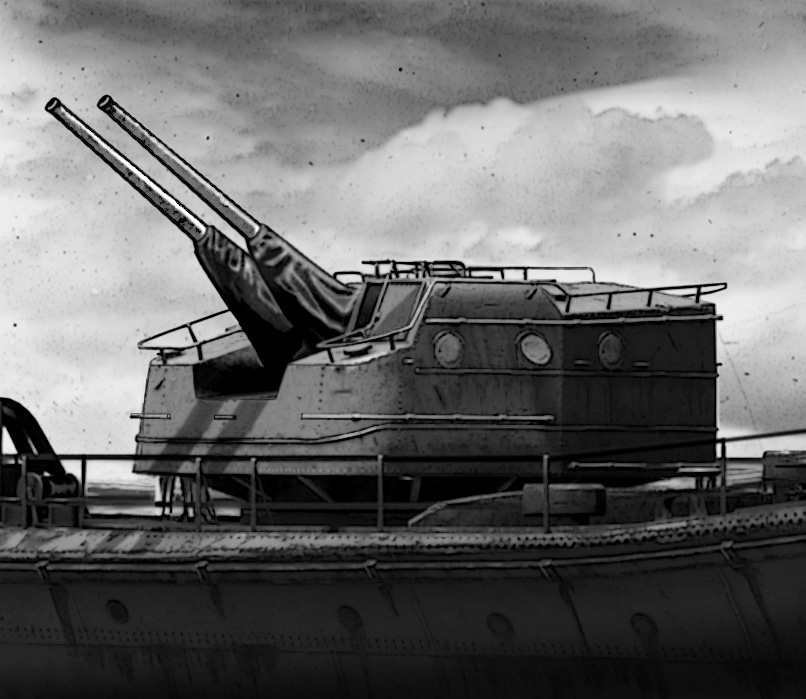
Ricostruzione grafica della torretta Type D, armata con due cannoni Type 3 da 127 mm

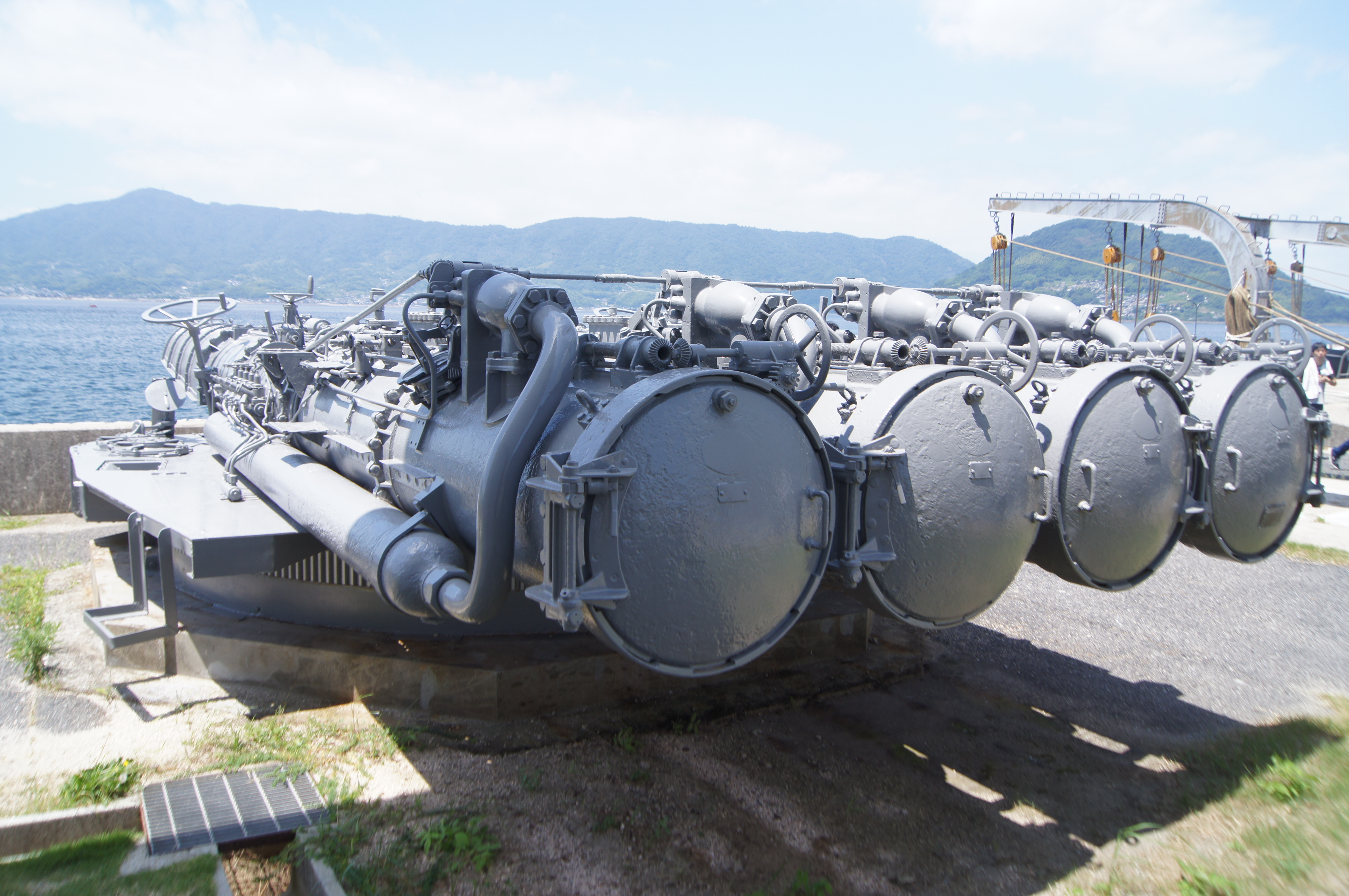
L'impianto Type 92 a quattro tubi: lo Shimakaze era l'unico cacciatorpediniere della Marina imperiale a possederne la versione a cinque tubi

La vera potenza dello Shimakaze risiedeva nei quindici tubi lanciasiluri. La prima installazione quintupla Type 92 era stata sistemata su un rialzo tra i due fumaioli, la seconda era inserita tra il fumaiolo posteriore e la piattaforma rialzata ospitante il proiettore; la terza, infine, si trovava tra questa piattaforma e il castello di poppa. Poiché questi tre impianti potevano essere brandeggiati su entrambi i lati dello scafo, lo Shimakaze possedeva la più potente bordata silurante di qualsiasi cacciatorpediniere della seconda guerra mondiale. Gli impianti adoperavano il noto Type 93, introdotto con la classe Hatsuharu. Sviluppato nella prima metà degli anni trenta, si trattava di un siluro propulso a ossigeno puro, il che garantiva grande autonomia, notevole spinta e anche una scarsa scia di bolle, molto più evidente se si adoperava l'aria compressa come propellente. Il Type 93 era lungo circa 9 metri e pesava 2700 chili, compresa la testata di guerra da 490 chili di alto esplosivo, di gran lunga maggiore rispetto a quella in uso sul Mark 15 statunitense; poteva essere lanciato alla velocità di 48, 40 o 36 nodi e raggiungere rispettivamente una portata di 20000, 32000 e 40000 metri. Anche in questi casi il Type 93 rivelò di avere un raggio d'azione superiore alle armi americane e, in generale, rimase insuperato sino alla conclusione della guerra. L'affusto Type 92 era scudato e brandeggiabile grazie a motori elettrici incorporati ma, sullo Shimakaze, non era presente alcun deposito di ordigni di riserva: i magazzini erano stati eliminati per contenere i pesi in alto. I serventi ai lanciasiluri prendevano ordini direttamente dagli ufficiali in plancia, alla quale erano collegati mediante telefono.
La contraerea era costituita da due installazioni triple di cannoni automatici Type 96 da 25 mm L/60, disposti su altrettante piattaforme sopraelevate ai lati e dietro al secondo fumaiolo, comunicanti fra loro. Queste armi erano afflitte da alcuni problemi, quali ad esempio le vibrazioni e le esagerate vampate durante le operazioni di sparo, oppure la necessità di cambiare i poco capienti caricatori; considerata la rapida evoluzione dell'aeronautica militare durante la seconda guerra mondiale, divennero progressivamente sempre più inefficaci. Tra la torre di comando e la Type D prodiera fu costruito un ballatoio rialzato, dove fu sistemata una coppia di mitragliatrici pesanti da 13,2 mm sempre in funzione contraerea. Fu mantenuta anche una ridotta capacità di lotta antisommergibile; infatti, nel giardinetto, erano presenti rastrelliere con diciotto bombe di profondità  impiegabili mediante due lanciatori Type 94 e fu ereditato il sonar Type 93, introdotto con gli Asashio. In ultimo, lo Shimakaze fu tra i primi cacciatorpediniere nipponici a ricevere un apparecchio radar in fase di completamento: il Type 22, disposto su una piccola piattaforma a sua volta saldata all'albero tripode dietro la torre di comando. Gli operatori lavoravano in un ambiente chiuso più in basso lungo l'albero. Il radar in sé presentava due antenne, aveva un raggio massimo di poco meno di 70 chilometri ed era capace di individuare bersagli grandi come una nave da battaglia fino a 35 chilometri; tuttavia, non era abbastanza accurato per fornire dati sicuri all'artiglieria durante un combattimento.

## Servizio operativo

### Costruzione
Lo Shimakaze fu ordinato per il programma navale del 1939, con numero di scafo 125, e i suoi costi furono concentrati nell'anno fiscale 1939. L'assemblaggio fu affidato all'arsenale navale di Maizuru: l'unità fu impostata l'8 agosto 1941, varata il 18 luglio 1942 e completata il 30 aprile 1943 (il 10 maggio dello stesso anno, secondo un'altra fonte). I lunghi tempi costruttivi si spiegano con la complessità del progetto, legata in specie alle nuove e potenti macchine, e con l'inizio delle ostilità in Estremo Oriente contro gli Alleati, che impose di rivedere le priorità e oberò la già affaticata economia di guerra giapponese. Il rallentamento, peraltro, permise di integrare il radar e gli equipaggiamenti più moderni. Per il programma navale del 1942 i giapponesi previdero di impostare altri sedici cacciatorpediniere Type C o "classe Shimakaze", ma le citate difficoltà, alla fine, costrinsero a cancellarle rapidamente: lo Shimakaze rimase così unico nel suo genere.

### 1943

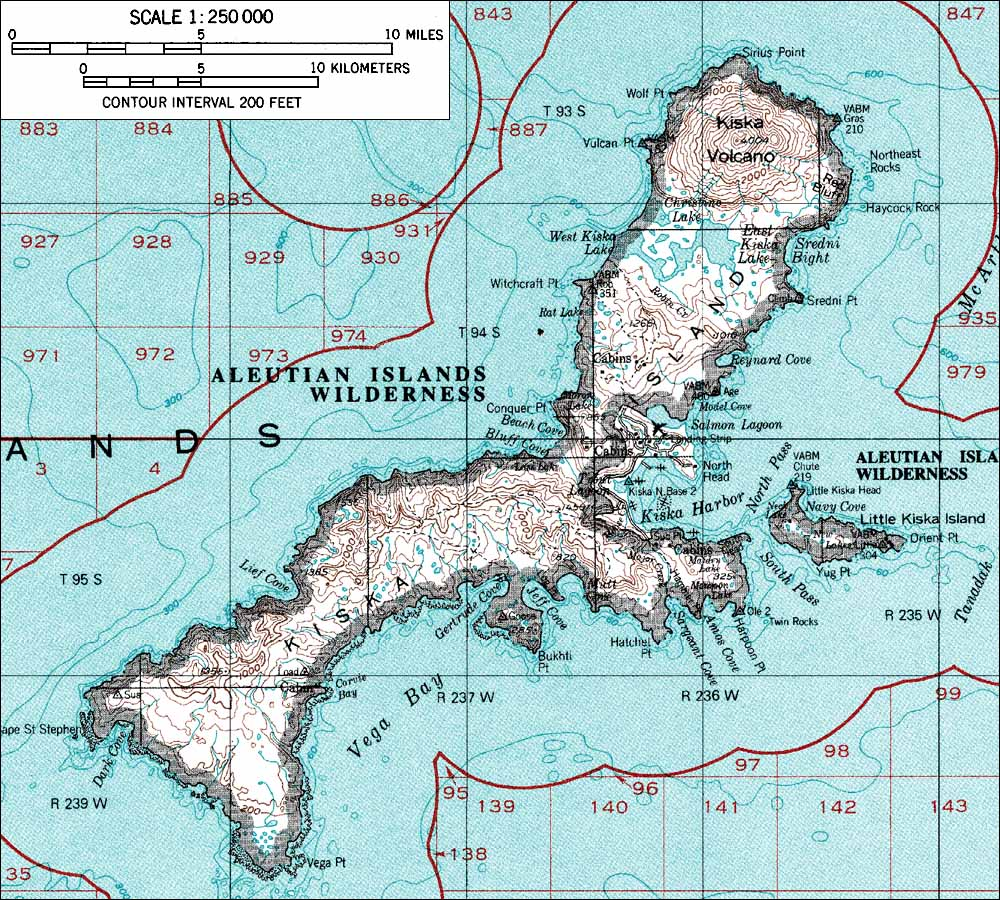
Lo Shimakaze completò la sua prima missione di guerra a Kiska, nella zona del porto naturale (subito a nord della propaggine orientale)

Appena completato, lo Shimakaze fu posto al comando del capitano di fregata Hiromu Hirose e fu assegnato all'11ª Squadriglia cacciatorpediniere, dipendente dalla 1ª Flotta e demandata all'addestramento delle nuove unità in tempo di guerra. Lo Shimakaze fu immediatamente collaudato e, alle prove di velocità, l'apparato motore sviluppò ben 79240 shp, consentendo di toccare i 40,9 nodi (77,71 km/h).
Il 1º luglio ricevette ordine di raggiungere la base giapponese a Paramushiro e cooperare con la 5ª Flotta del viceammiraglio Shirō Kawase, incaricata di salvare la guarnigione della remota isola di Kiska (nelle Aleutine occidentali). Arrivato il 5 a destinazione, seguì due giorni più tardi le altre navi nel viaggio verso Kiska; tuttavia la missione fu annullata per le condizioni climatiche sorprendentemente buone e, il 17, tutte le unità erano tornate in porto. Nel frattempo, il 10 luglio, lo Shimakaze fu ufficialmente assegnato alla 2ª Squadriglia della 2ª Flotta, pur senza entrare a far parte di una divisione visto che nessun altro cacciatorpediniere poteva eguagliarne le prestazioni. Il 22 luglio l'operazione fu ritentata: lo Shimakaze, con il Naganami, il Samidare e l'Hibiki, formò una squadra di difesa (di cui divenne ammiraglia) per altri sei cacciatorpediniere e i due incrociatori leggeri Abukuma e Kiso. La presenza di una fitta nebbia nell'area di Kiska, pur provocando alcuni problemi e collisioni tra le navi giapponesi, favorì lo sgombero; lo Shimakaze, facendo uso accorto del radar e del sonar, condusse le altre navi tra le acque insidiose dell'isola e vigilò sul rapido reimbarco di oltre 5000 uomini. La 5ª Flotta si divise in due gruppi e fece rotta per Paramushiro; la formazione guidata dall'Abukuma e comprendente anche lo Shimakaze, dopo un fortuito incontro con un sommergibile statunitense in emersione che non attaccò, raggiunse l'isola il 1º agosto. Il 3 agosto lo Shimakaze e altri cacciatorpediniere scortarono l'incrociatore pesante Maya fino a Yokosuka, raggiunta il 6 e dove anche il grosso cacciatorpediniere fu revisionato. Il 15 settembre lo Shimakaze partì con il Maya e il gemello Chokai alla volta dell'atollo di Truk, dal quale salpò il 21 per scortare le piccole portaerei Taiyo e Chuyo a Yokosuka: rimase al loro fianco, assieme anche al Sazanami, pure nel ritorno a Truk il 10 ottobre: nella laguna il capitano Hirose cedette il comando al capitano di fregata Hiroshi Uwai. Il 17 ottobre la Flotta Combinata condusse una sortita in massa verso Eniwetok in base a informazioni di intelligence, per anticipare l'arrivo di una formazione statunitense e dare battaglia: anche lo Shimakaze uscì in alto mare, ma non si palesò alcun avversario e tutte le navi tornarono a Truk per il 26. Il 2 novembre fu assegnato alla difesa di due petroliere dirette alla piazzaforte di Rabaul: vi giunse il 5, poco dopo la fine del pesante raid aeronavale statunitense, e nel pomeriggio tornò a Truk di scorta ai danneggiati incrociatori pesanti Suzuya e Mogami. Arrivato l'8, salpò tre giorni dopo con gli avariati Atago e Takao per condurli fino a Yokosuka; dalla città tornò il 1º dicembre alla rada atollina con i cacciatorpediniere Akizuki, Tamanami, Tanikaze e le portaerei Shokaku e Chitose. Da allora e per diverse settimane, lo Shimakaze fu impegnato in continue missioni di difesa per convogli cisternieri tra Truk, Saipan, Davao, le isole Palau e Balikpapan.

### 1944 e l'affondamento
Lo Shimakaze continuò le intensive operazioni di scorta fino a tutto il febbraio 1944: nella prima metà di marzo, infatti, fu distaccato con l'Ikazuchi per accompagnare la nave appoggio idrovolanti Akitsushima dalle Palau all'arsenale di Yokosuka, compresa una tappa a Saipan; lo Shimakaze continuò quindi la navigazione fino a Kure, porto nel quale fu oggetto di un raddobbo generale concluso il 12 aprile. Il 20 prese il mare con tre altri cacciatorpediniere, il Maya e la grande nave da battaglia Yamato per raggiungere le isole Lingga, nuova base d'oltremare della flotta da battaglia giapponese dopo l'annichilimento di Truk; la squadra fece tappa a Manila, dove le navi maggiori fecero scendere truppe, prima di fermarsi il 1º maggio alla meta. Tra il 12 e il 15, comunque, lo Shimakaze collaborò con numerosi altri cacciatorpediniere nel vigilare sullo spostamento progressivo di parte della 1ª Flotta mobile (comando superiore per la 2ª e la 3ª Flotta) dalle Lingga a Tawi Tawi, ancoraggio avanzato a nord-est del Borneo. A fine mese una divisione statunitense sbarcò sull'isola di Biak poco al largo della Nuova Guinea; dopo alcuni deboli tentativi iniziali di sbloccare l'isola circondata, il 10 giugno i giapponesi inviarono a Batjan la 1ª Divisione corazzate (Yamato, Musashi): la scorta fu costituita dallo Shimakaze, dall'incrociatore leggero Noshiro (ammiraglia della 2ª Squadriglia) e tre altri cacciatorpediniere. Il 13, però, questa squadra fu urgentemente richimata per radunarsi con il resto delle forze da battaglia nel Mar delle Filippine, allo scopo di contrastare l'imminente offensiva americana contro le isole Marianne. Nella battaglia aeronavale del 19-20 giugno lo Shimakaze fu inquadrato nella "Forza d'avanguardia" del viceammiraglio Takeo Kurita, contribuendo giusto agli sbarramenti contraerei nella giornata del 20 giugno, quando i gruppi imbarcati americani assaltarono le navi giapponesi. Seguì dunque il ripiegamento generale nipponico e, il 30 giugno, si ormeggiò a Kure per un'ispezione tecnica e piccoli interventi. In quei giorni di pausa operativa, lo Shimakaze fu anche potenziato: la piattaforma del proiettore fu replicata su entrambi i lati e, così, poté accogliere due installazioni triple di cannoni Type 96 da 25 mm. Altri sette pezzi dello stesso modello, ma su affusto singolo, furono aggiunti sul ponte di coperta, così come una singola mitragliatrice pesante Type 93. Un altro radar fu agganciato all'albero tripode di maestra, un Type 13 specifico per la scoperta aerea. L'apparato somigliava a una lunga antenna "a pioli", era in grado di localizzare un aereo solitario entro 58 chilometri circa e una formazione a 100 chilometri circa dalla nave; la massima portata era di oltre 170 chilometri. Una fonte riferisce, inoltre, del raddoppio delle cariche di profondità a disposizione.

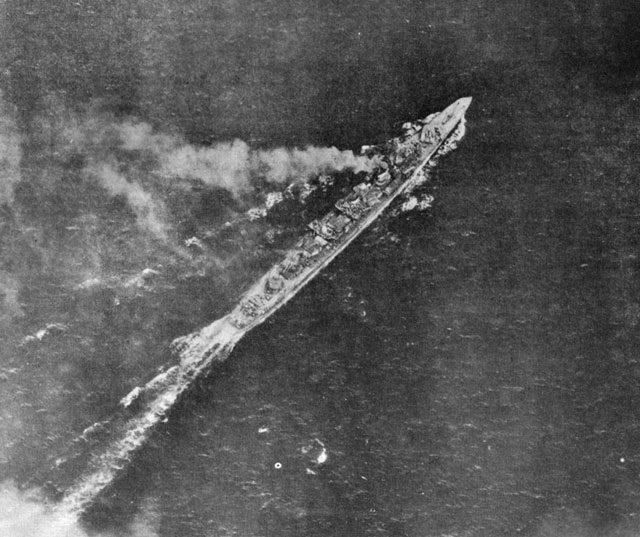
Lo Shimakaze l'11 novembre 1944, poco prima di essere ridotto a un relitto dalle forze aeree imbarcate statunitensi: si possono distinguere le torrette, mentre i lanciasiluri quintupli sono poco visibili

Tra l'8 e il 20 luglio fece parte di una forza di copertura a un gruppo di naviglio pesante che, dalla rada di Hashirajima, trasferì sostanziosi rinforzi a Okinawa e a Manila, prima di fermarsi alle Lingga. Tra il 18 e il 20 ottobre costituì con altri cacciatorpediniere lo schermo difensivo ai movimenti della 2ª Flotta che si trasferì a Brunei, in preparazione alla complessa operazione Shō-Gō 1 per vibrare nel settore delle Filippine un colpo fatale all'apparato anfibio statunitense. La mattina presto del 22, sulla base delle notizie dello sbarco americano a Leyte, la squadra si mise in marcia: lo Shimakaze fu aggregato al grosso della 2ª Flotta, al diretto comando del viceammiraglio Kurita e incaricata di piombare da nord su Leyte, dopo aver superato il Mar di Sibuyan e lo Stretto di San Bernardino. La traversata fu funestata già il giorno dopo dall'audace attacco di due sommergibili, che provocò l'affondamento dell'Atago e del Maya; il 24, invece, le navi giapponesi sopportarono reiterati attacchi aerei nel passaggio del Mar di Sibuyan: lo Shimakaze assisté la Musashi in affondamento e recuperò i naufraghi del Maya. Di conseguenza, con i ponti ingombri di uomini, non poté partecipare alla drammatica battaglia di Samar; mancò così un'eccezionale occasione di poter impiegare il proprio massiccio armamento silurante. Al contrario fu preso di mira nel corso dei disordinati ma continui attacchi aerei che caratterizzarono lo scontro, accusando danni leggeri, e poi collise con il cacciatorpediniere Akishimo nel corso del ripiegamento finale ordinato da Kurita (ma l'abbordaggio provocò solo trascurabili avarie). Lo Shimakaze arrivò all'isola di Coron senza altri incidenti, fece rifornimento con altre navi e il 29 ottobre era nuovamente a Brunei, dove fece scendere i passeggeri. Ripartì immediatamente alla volta di Manila, dove si fermò il 31 ottobre: era stato infatti dirottato nella capitale filippina, con molti altri cacciatorpediniere, per ingrossare le forze di scorta dell'operazione TA – l'invio di convogli a Ormoc, porto occidentale di Leyte, per alimentare la resistenza delle guarnigione. Il 4 novembre fu scelto dal contrammiraglio Mikio Hayakawa come nave ammiraglia della 2ª Squadriglia e si preparò a condurre la missione di protezione per il terzo gruppo di rifornimento, affiancato dai cacciatorpediniere Naganami, Hamanami, Wakatsuki e Asashimo. Le navi arrivarono senza problemi nella baia di Ormoc la mattina dell'11 novembre, dove però erano in attesa ben 350 velivoli della Task force 38: tutti i quattro cargo furono annientati nei primi attacchi, quindi gli aviatori statunitensi si gettarono sulle unità da guerra in fuga. Lo Shimakaze, in testa, fu preso di mira quasi subito e nei primi minuti gli piovvero intorno decine di bombe: nessuna lo colpì direttamente, ma le concussioni e le schegge inflissero avarie e danni, amplificati da intensi mitragliamenti. Numerose furono le vittime e anche Hayakawa rimase ucciso. Le macchine cessarono di funzionare e gli organi di governo, danneggiati, impedirono all'equipaggio di riprendere il controllo della nave, che andò lentamente alla deriva completamente in fiamme. Il devastato Shimakaze, infine, saltò in aria sul far della sera dell'11 novembre a sud di Ormoc (10°50′N 124°35′E) già abbandonato da un certo numero di uomini. Il capitano Uwai sopravvisse, pur ferito, ma non si sa di preciso quanti furono i superstiti; tra lo Shimakaze e il Wakatsuki, in ogni caso, si salvarono in 131.
Il 10 gennaio 1945 lo Shimakaze fu depennato dai ruoli della Marina imperiale.